# Synagoge (Steele)

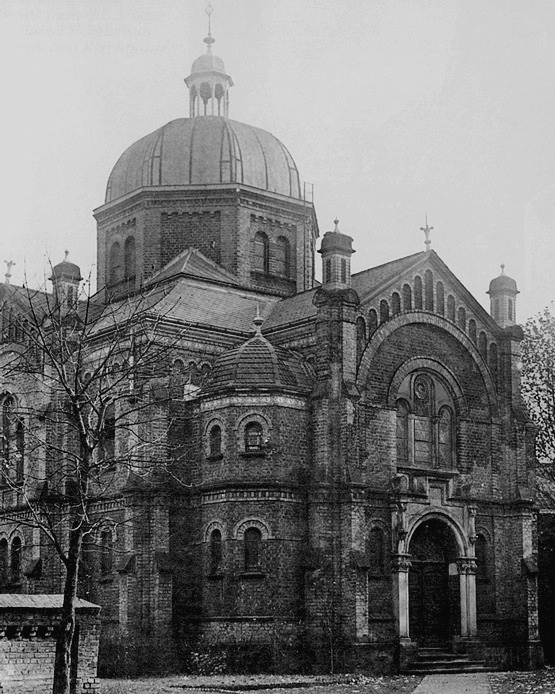
Alte Synagoge in Steele

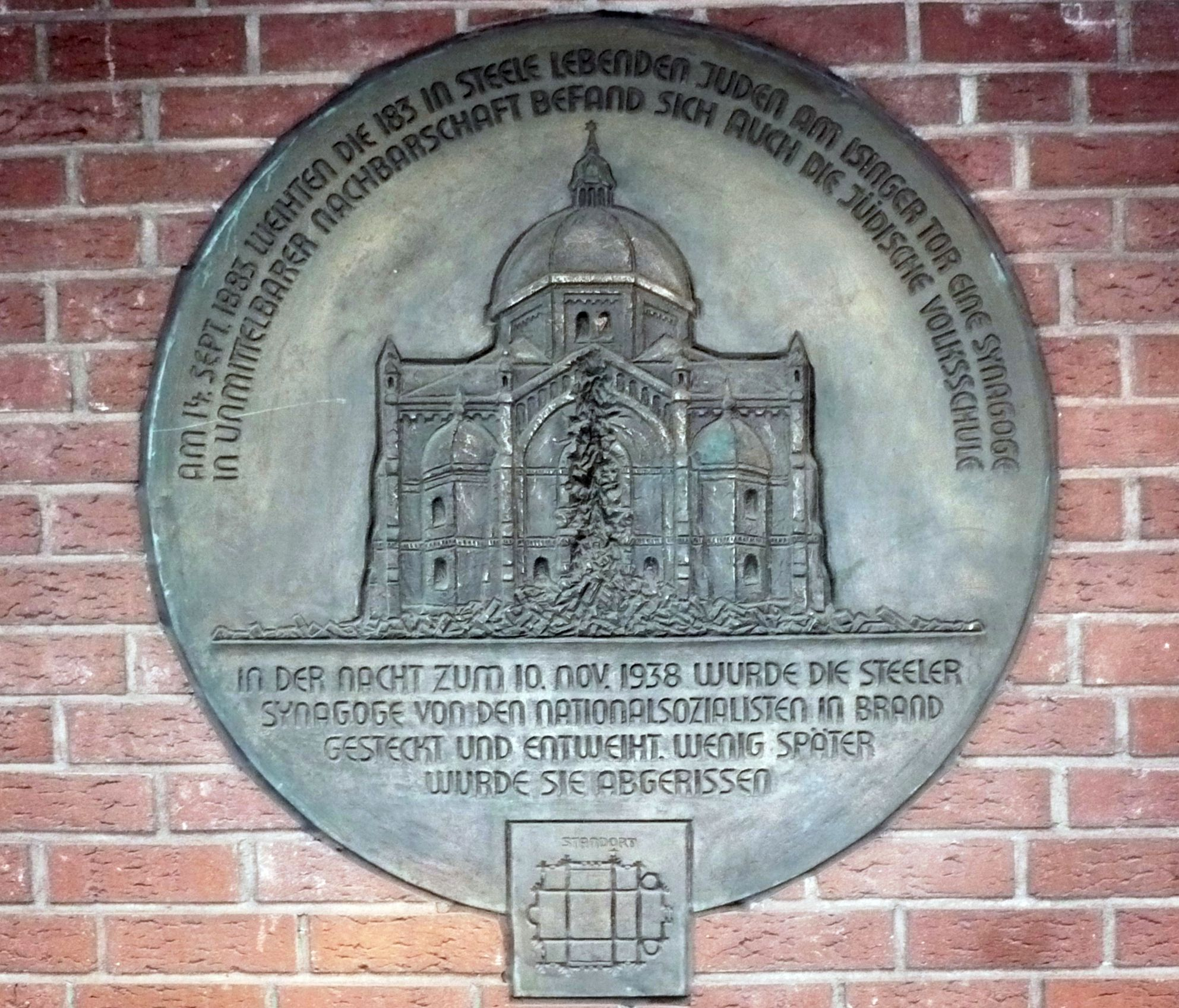
Gedenktafel

Die Steeler Synagoge war ein jüdischer Sakralbau in Steele, seit 1929 ein Stadtteil von Essen. 1883 geweiht, wurde sie während der Novemberpogrome 1938 zerstört.

## Geschichte
In Steele ist bereits im Jahre 1491 jüdisches Leben nachgewiesen, damals noch unter der Herrschaft des Stiftes Essen. 100 Jahre vor dem Bau der Synagoge 1883 wuchs in der jüdischen Gemeinde ein neues Selbstverständnis.
Die Steeler Synagoge wurde am 14. September 1883 von den zu dieser Zeit 183 im Kirchspiel Steele lebenden Juden geweiht. Sie lag auf einem von allen Seiten mit einer Mauer umgebenen Grundstück zwischen der Isinger-, und der Humann- sowie dem damaligen Verlauf der Ahestraße und der Straße Steeler Berg. Der Zugang mit einem hölzernen Tor in der Mauer lag an der Isinger Straße. Direkt neben der Synagoge befand sich eine jüdische Volksschule, die von rund 25 Kindern besucht wurde.
Im nationalsozialistischen Deutschen Reich wurden die verbliebenen Jüdinnen und Juden schrittweise entrechtet und ausgeplündert. Schließlich steckten die Nationalsozialisten in der Pogromnacht vom 9. auf den 10. November 1938 die Steeler Synagoge in Brand und schändeten sie. Kurz danach wurden das schwer beschädigte Gebäude der Synagoge, ebenso wie die nahe gelegene jüdische Volksschule, endgültig abgerissen. Mit der Deportation Steeler Juden in den Jahren 1941 bis 1943, meist aus dem Barackenlager am nahen Holbecks Hof auf einem Gelände der ehemaligen Zeche Johann Deimelsberg, gegenüber der Einmündung des Aronweges, endete das jüdische Leben in der Stadt. Ziele waren meist Vernichtungslager in Izbica und Theresienstadt.

## Heutige Lage
An die Steeler Synagoge erinnert heute eine Relief-Gedenktafel. Sie ist an der Hauswand des Hauses Isinger Tor Nr. 4 angebracht. Die Grundrisse der ehemaligen Synagoge sind in Gestalt andersfarbiger Pflastersteine auf dem Parkplatz am Isinger Tor nachgezeichnet.